# 4-Chlor-2-nitroanilin
4-Chlor-2-nitroanilin ist eine chemische Verbindung aus der Gruppe der Nitroaniline.

## Gewinnung und Darstellung
4-Chlor-2-nitroanilin kann aus 2,5-Dichlornitrobenzol gewonnen werden, welches wiederum aus 1,4-Dichlorbenzol darstellbar ist.

## Eigenschaften
4-Chlor-2-nitroanilin ist ein brennbarer, schwer entzündbarer, oranger Feststoff, der praktisch unlöslich in Wasser ist. Er zersetzt sich bei Erhitzung über 290 °C, wobei Chlorwasserstoff und weitere giftige Zersetzungsprodukte entstehen.

## Verwendung
4-Chlor-2-nitroanilin wird als Zwischenprodukt zur Herstellung von Arzneistoffen verwendet.